# Musseromys
Musseromys là một chi các loài gặm nhấm trong họ chuột Muridae thuộc bộ gặm nhấm Rodentia bản địa của vùng Đông Nam Á, chúng phân bố và có nguồn gốc từ vùng Luzon (Lữ Tống), Philippines:. 

## Các loài
Có 04 loài đã được biết đến trong chi này:
- Musseromys anacuao
- Musseromys beneficus
- Musseromys gulantang
- Musseromys inopinatus